# Grosswangen
Grosswangen ist eine Einwohnergemeinde im Schweizer Kanton Luzern. Sie liegt im Wahlkreis Sursee.

## Geographie
Grosswangen liegt ca. 25 km nordwestlich von Luzern. Die Region um Grosswangen, Buttisholz und Ruswil wird auch, nach dem Bach Rot, Rottal genannt. Der höchste Punkt der Gemeinde ist die Oberhöhe mit 747 m ü. M., der tiefste nahe dem Naturlehrgebiet Buchwald auf 523 m ü. M.
Vom Gemeindegebiet von 19,7 km² werden 76,5 % landwirtschaftlich genutzt, 15,2 % des Areals sind mit Wald und Gehölz bedeckt, und 7,2 % sind Siedlungsfläche (Stand 2015/16).
Grosswangen grenzt an folgende Gemeinden: Im Norden an Mauensee und Oberkirch, im Osten an Buttisholz, im Süden an Menznau und Willisau und im Westen an Ettiswil.

## Bevölkerung
| Bevölkerungsentwicklung | Bevölkerungsentwicklung |
| Jahr                    | Einwohner               |
| ----------------------- | ----------------------- |
| 1745                    | 1540                    |
| 1810                    | 1842                    |
| 1850                    | 2724                    |
| 1900                    | 2035                    |
| 1950                    | 2436                    |
| 1970                    | 2213                    |
| 1980                    | 2235                    |
| 1990                    | 2446                    |
| 2000                    | 2731                    |
| 2004                    | 2837                    |
| 2008                    | 2931                    |
| 2010                    | 2959                    |

In den knapp 100 Jahren von 1745 bis 1850 vergrösserte sich die Zahl der Bewohner erheblich (+ 76,9 %). In der zweiten Hälfte des 19. Jahrhunderts geriet auch Grosswangen in den Sog der Abwanderung vom Land in die Industriezentren. Hunderte verliessen das Dorf (1850–1900: − 25,3 %). In den nächsten 50 Jahren setzte ein leichtes, aber stetes Wachstum ein (1900–1950: + 19,7 %). Von 1950 bis 1970 folgte eine zweite, aber wesentlich kleinere Abwanderungswelle als im 19. Jahrhundert (− 9,2 %). Seit 1980 gibt es ein stetiges Bevölkerungswachstum (1980–2004: + 26,9 %), so dass inzwischen sogar der (ehemalige) Bevölkerungshöchststand von 1850 übertroffen wurde.

### Sprachen
Die Bevölkerung gebraucht im Alltag eine hochalemannische Mundart. Bei der letzten Volkszählung im Jahr 2000 gaben 95,63 % Deutsch, 3,88 % Albanisch und 0,48 % Portugiesisch als Hauptsprache an.

### Religionen – Konfessionen
Früher waren alle Bewohner Mitglied der römisch-katholischen Kirche. Heute (Stand 2000) sieht die religiöse Landschaft so aus: Es gibt 86,34 % römisch-katholische, 4,76 % evangelisch-reformierte und 0,33 % freikirchliche Christen. Daneben findet man 3,15 % Muslime und 2,27 % Konfessionslose.

### Herkunft – Nationalität
Ende 2022 waren von den 3221 Einwohnern 2843 Schweizer und 378 (= 11,7 %) Ausländer. Die Einwohnerschaft bestand aus 88,3 % Schweizer Staatsbürgern. Ende 2022 stammten die ausländischen Einwohner aus dem Kosovo (114 Personen), Deutschland (58), Italien (39) und Portugal (30). 82 Personen stammten aus dem übrigen Europa und 55 waren aussereuropäischer Herkunft.

## Geschichte

Luftbild (1946)

In der Gemeinde wurden Überreste einer römischen Militärstation aus dem 1. Jahrhundert und Alemannengräber aus dem 7. Jahrhundert ausgegraben. Im Jahr 893 wird der Ort unter dem Namen Wanga im Zinsverzeichnis der Fraumünsterabtei Zürich erstmals erwähnt. Grosswangen gehörte ab dem 12. Jahrhundert zum sogenannten Äusseren Amt Wolhusen der Freiherren von Wolhusen. Ab 1295 übten die Habsburger die Oberherrschaft aus, die Freiherren von Wolhusen verwalteten weiterhin bis 1389 den Ort. Die diversen Burgen der damaligen Zeit sind alle zerstört worden und verschwunden. Nachdem die Stadt Luzern nach der Schlacht bei Sempach im Jahr 1386 immer mehr an Einfluss gewann, veräusserten die Habsburger das gesamte Äussere Amt Wolhusen am Pfingstmontag 1405 an Luzern. Die Gemeinde gehörte danach bis 1798 zur Landvogtei Ruswil. Sie beteiligte sich am Bauernkrieg von 1653. Von 1798 bis 1803 bildete Grosswangen einen Teil des helvetischen Distrikts Willisau. Seit dieser Zeit gehört der Ort zum damals geschaffenen Amt bzw. heutigen Wahlkreis Sursee.

## Politik

### Gemeinderat
Der Gemeinderat Grosswangen besteht aus fünf Mitgliedern und ist wie folgt aufgestellt (Stand Februar 2024):
- Beat Fischer: Gemeindepräsident
- Brigitte Bösch: Soziales
- Heinz Herzog: Bau
- Pascal Limacher: Finanzen
- Monika Meier-Böll: Bildung

### Kantonsratswahlen
Bei den Kantonsratswahlen 2023 des Kantons Luzern betrugen die Wähleranteile in Grosswangen: Mitte (mit GenMitte) 33,23 %, FDP 27,84 %, SVP 26,63 %, Grüne (mit JG und GrüneKuG) 4,67 %, SP (mit JUSO) 4,38 % und glp 3,23 %.

### Nationalratswahlen
Bei den Schweizer Parlamentswahlen 2023 betrugen die Wähleranteile in Grosswangen: Mitte 36,1 %, SVP 31,9 %, FDP 20,4 %, SP 3,7 %, Grüne 3,0 %, glp 2,9 %, übrige 2,0 %.

## Verkehr
Da das Projekt der zu Beginn des 20. Jahrhunderts geplanten Rottalbahn nie verwirklicht wurde, ist die Gemeinde per Autobus ans Netz des Öffentlichen Verkehrs angebunden. Die Linie Luzern (Bahnhof)–Ruswil–Ettiswil der Rottal Auto AG erschliesst die Gemeinde.
Grosswangen liegt an der Hauptstrasse Emmenbrücke–Ettiswil–Dagmersellen. Die nächstgelegenen Autobahnanschlüsse sind Sursee in 9 km und Dagmersellen in 12 km Entfernung, beide an der A2.

## Persönlichkeiten
- Edouard Huber (* 1879 in Grosswangen; † 1914 in Vinh Long, Vietnam), Sprachengelehrter, Sinologe und Indochinaforscher
- Robert Bühler (* 1928 in Grosswangen; † 2023), Politiker (FDP)
- Gregor Bucher OSB (* als Theodor Bucher 1935 in Grosswangen; † 2019 in Engelberg), Benediktiner, Professor für Philosophie in Chur und Rom
- Beat Bösch (* 1971 in Grosswangen), Rollstuhlsportler
- Stefan Reichmuth (* 1994 in Grosswangen), Freistilringer

## Bilder

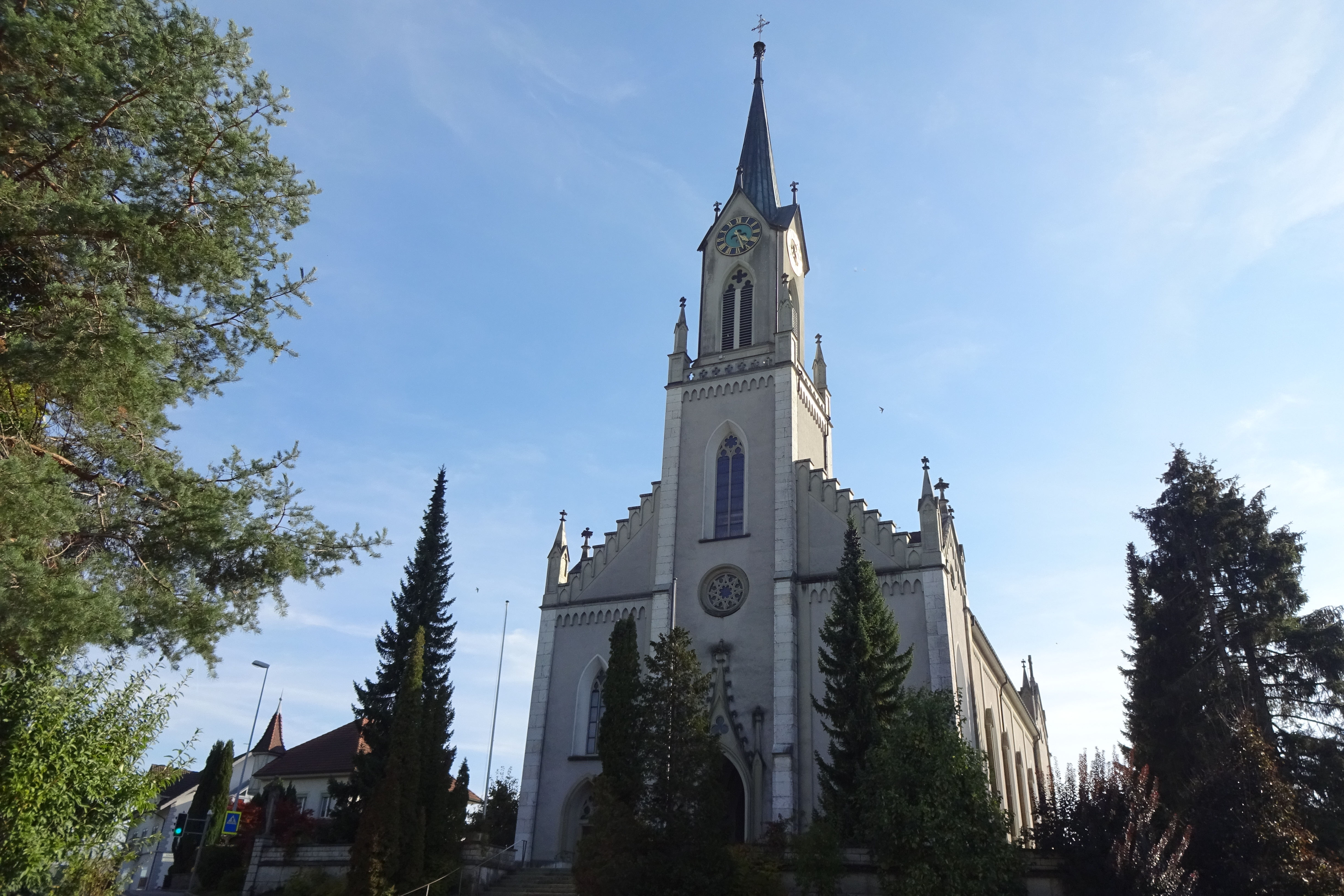
Grosswangen – Katholische Kirche St. Konrad: Nordfassade (Hauptfassade)
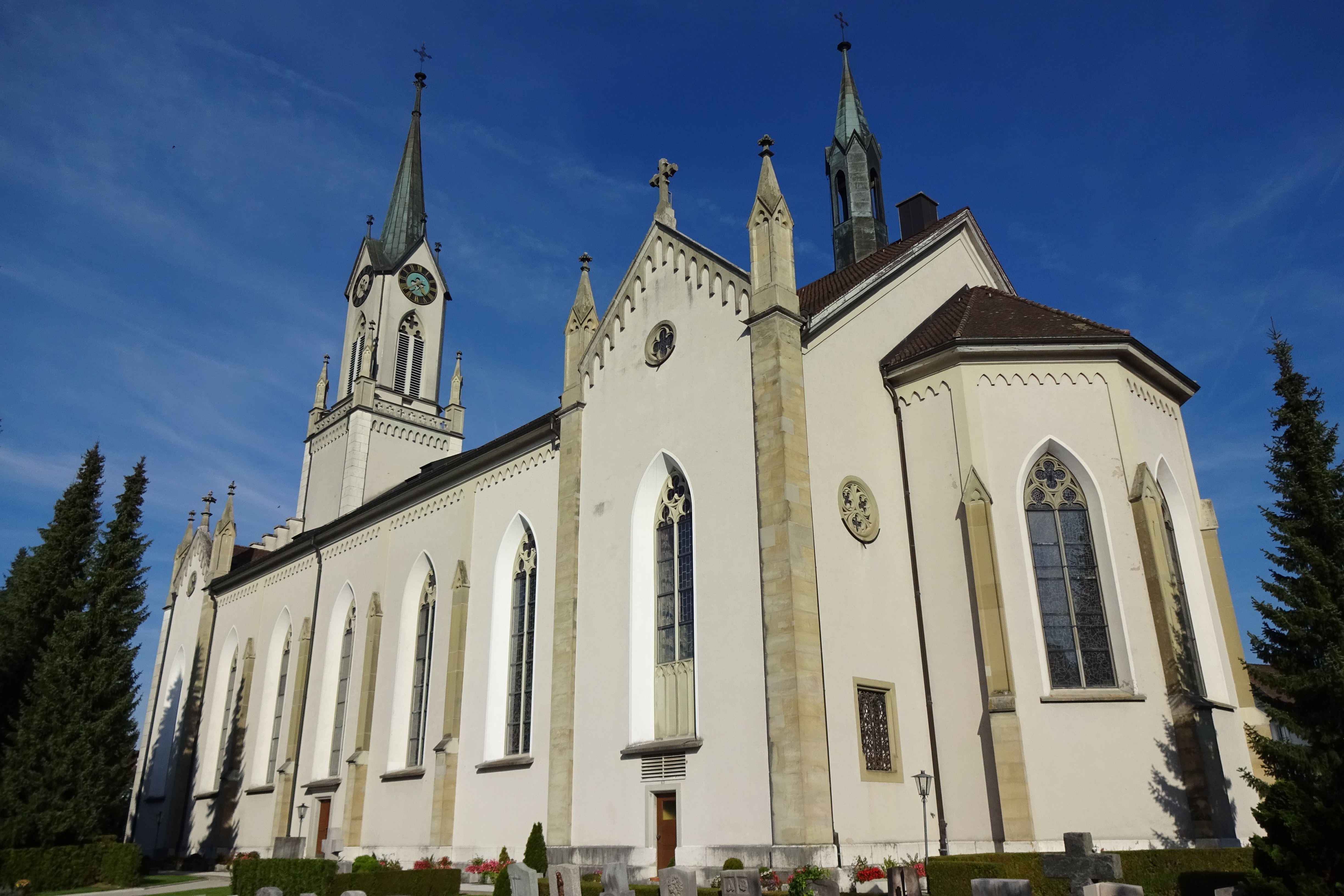
Grosswangen – Katholische Kirche St. Konrad: West- und Südfassade (Chor)
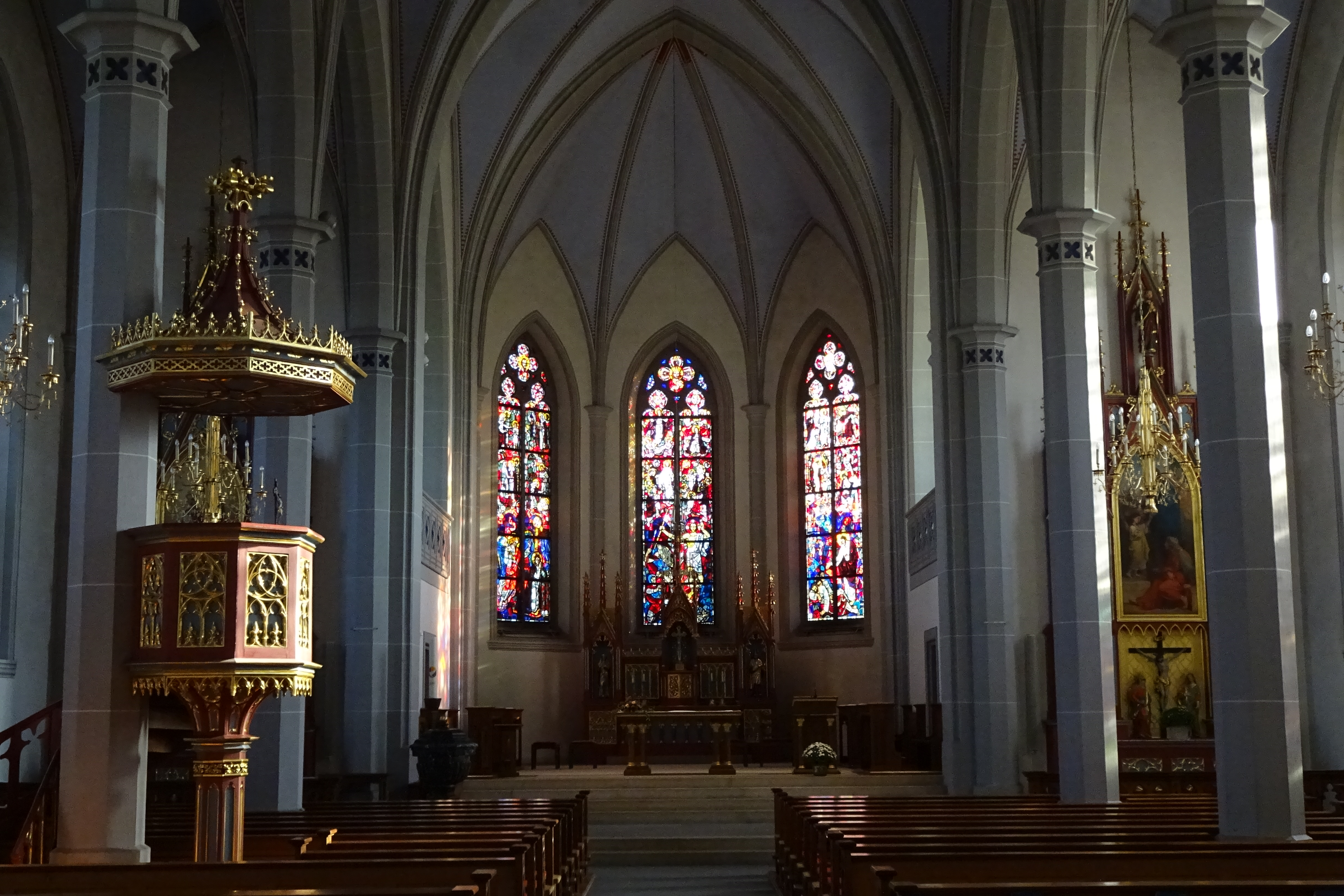
Grosswangen – Katholische Kirche St. Konrad: Innenansicht, Blickrichtung Chor
Weiler Stettenbach (Stättebach)
Antoniuskapelle Stettenbach